# Pseudomyrmex alustratus
Pseudomyrmex alustratus är en myrart som beskrevs av Ward 1989. Pseudomyrmex alustratus ingår i släktet Pseudomyrmex och familjen myror. Inga underarter finns listade i Catalogue of Life.

## Bildgalleri

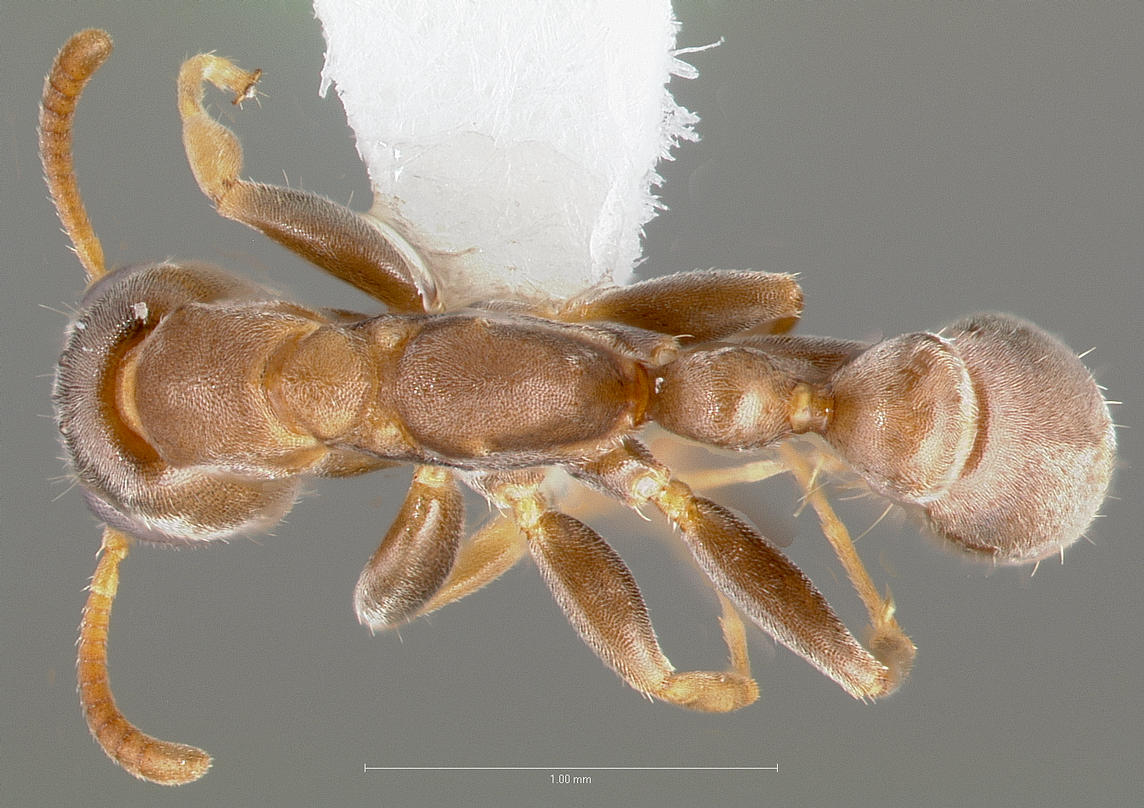
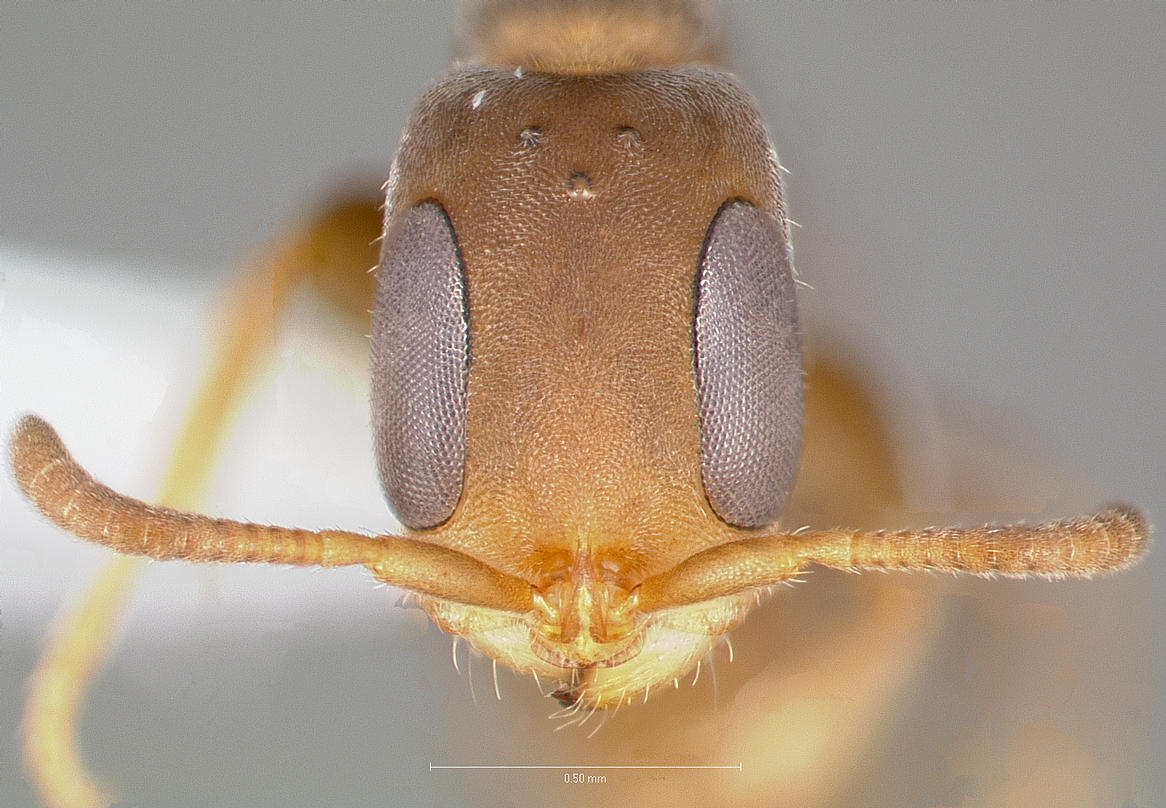
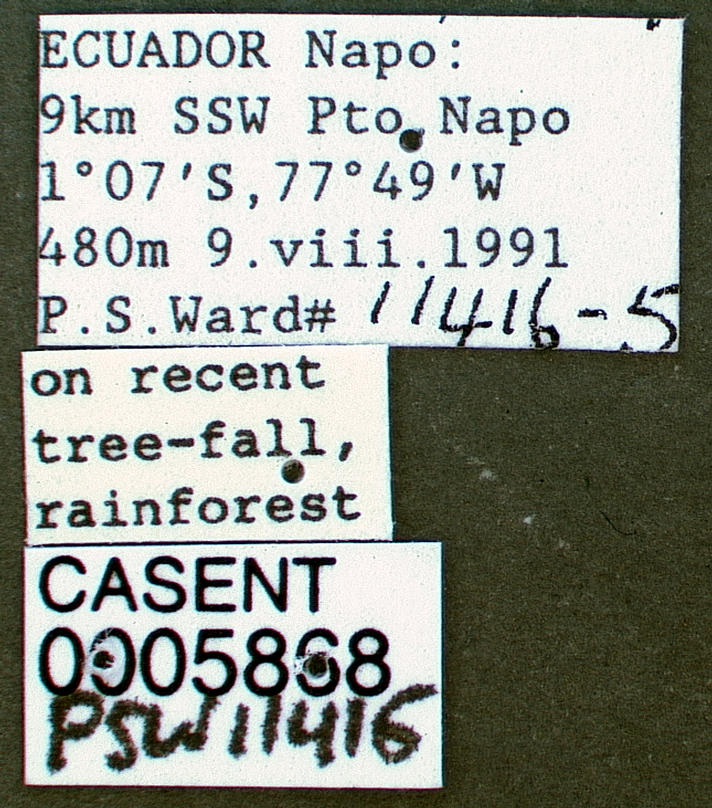
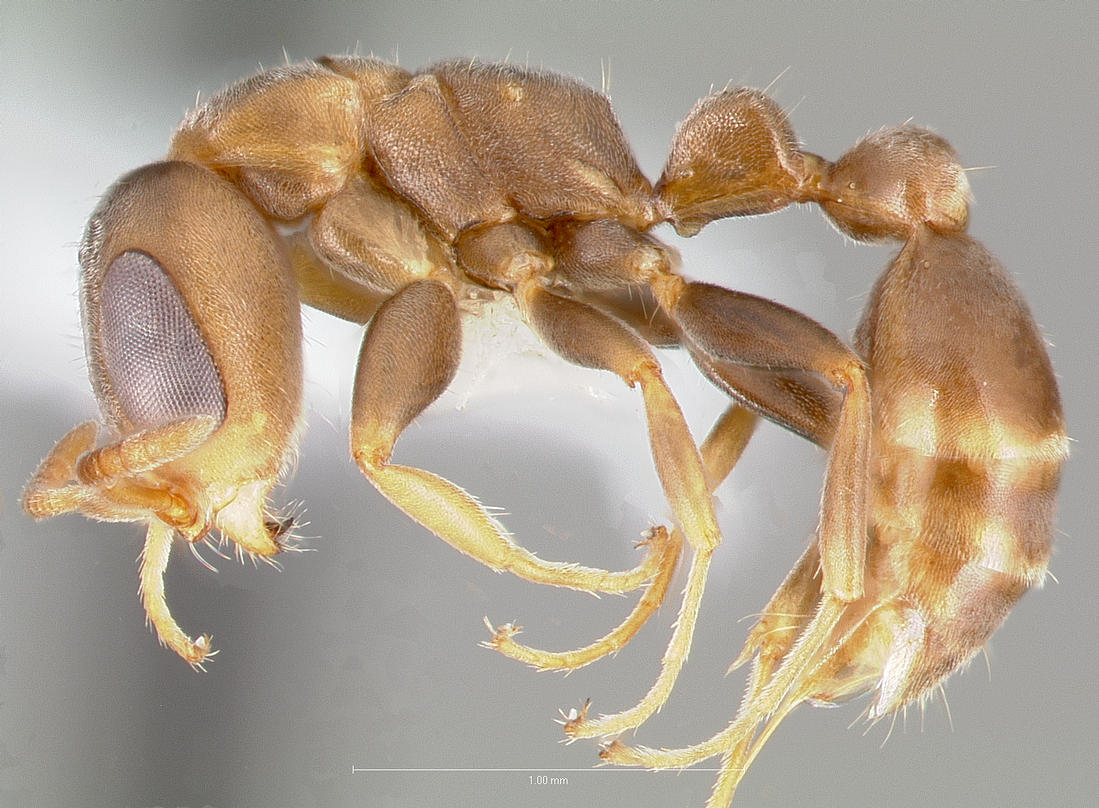